# Echeveria acutifolia
Echeveria acutifolia är en fetbladsväxtart som beskrevs av John Lindley. Echeveria acutifolia ingår i släktet Echeveria och familjen fetbladsväxter. Inga underarter finns listade i Catalogue of Life.